# 氣味
氣味是人類嗅覺系統对散布於空氣中的某些特定分子的感應。人们把使人愉快的气味称为香味，把使人不快的气味称为臭味。人类大概能识别10000种不同的气味。

## 产生机理
气味分子进入鼻孔后，会与鼻腔上方的嗅觉细胞产生反应，产生的生物电波通过神经传到大脑。

## 健康風險
嗅覺是一種人體感官系統，可以使人們意識到空氣中的化學物質。某些氣味可以成為人體舒適感的來源，但某些揮發性化學物屬於刺激性，引發人體反應，可能造成眼、鼻、喉嚨的發炎。每個人對氣味的感知程度都是獨一無二的，會因身體狀況或過去接觸類似化學品所留存的記憶而不同；其對於氣味的特定閾值取決於氣味頻率、濃度和持續時間。揮發性有機化合物在密閉環境中可能具有更高濃度，從而毒性暴露的可能性更大。
氣味刺激的感知是不容易研究的領域，因為人們暴露於揮發性化學物質中，會根據感覺和生理信號引發不同反應，其中也受到經驗、期望、個性或情境因素的影響。氣味對健康的影響的症狀各不相同—包括眼、鼻或喉嚨發炎、咳嗽、胸悶、嗜睡和情緒變化；氣味還可能引發哮喘、抑鬱、壓力引起的疾病或過敏。受影響者的工作生產力可能降低，也可能會產生其他社會行為的改變。
接觸化學品所散佈的氣味會引起上呼吸道系統的生理變化。由於個人接觸史或習慣的不同，勞動者對氣味的不適程度各不相同，可能沒有意識到特定氣味會帶來風險不利健康。因此設定職業上接觸某些化學物氣味的限值，以確保勞動者的健康、安全及舒適度是非常重要的標準。

## 气味分类

### 香味
香味是一种人类感官的感觉，可以是嗅觉或者味觉。
香味根据来源可以分为以下几类：
1. 花香（The floral）
2. 果香（The fruit）
3. 木香（The woody）
4. 草香（The herbaceous）
5. 香料/辛香（The spicy）
6. 软香（The soft）
7. 动物香（The animalic）
8. 海洋（The oceanic）
9. 矿物（The mineral）

在常温下能挥发出香味的物质称为「香料」，可分为天然香料和合成香料两大类。

### 臭味
臭，是指令人不悦的气味所具有的特征，其反義詞為香味，不少種類的臭味，是由於對嗅覺器官刺激性的化學物質所引起的。
臭味物质多含硫、氮等化学元素，如硫化氢（臭鸡蛋味）、氨气（尿味）、糞臭素等。
但各種社會文化以及不同浓度的情况下，對於何者為香味或臭味常有不同的認知。例如在低濃度下，糞臭素具有花香味，因而被作為香料使用。根據香港衞生署的意見，環境中的臭味除會令人感到煩燥不安外，亦可能會導致頭痛、噁心，甚至呼吸不暢順等。因此，香港食環署一直有關注垃圾收集站的運作，以確保環境衞生，並且不會散發臭味。

### 腥味
蛋白质产生的气味。如血腥味、鱼腥味等。

### 焦糊味
食品、塑料等经燃烧或高温产生的气味。

### 膻或騷味
膻味（華北）或騷味（華南）是一種類似汗液揮發的臊味，人類主要從反芻動物的產品如羊肉、羊奶、綿羊油和牛肉等接觸到這種氣味，其化學成分主要是數種支鏈脂肪酸，而這些脂肪酸則是在動物進行反芻讓腸胃內的酶發酵分解草的纖維素時產生的。如果是以穀類餵養的牲畜，因為其飼料沒有與腸胃的酶進行發酵而不會產生強烈的騷味。

## 氣味與行為
人類對於氣味感知是一個涉及中樞神經系統的複雜過程，氣味可以喚起遙遠的回憶，引起心理和生理反應。
嗅覺信號傳遞至掌管情緒記憶的側腦室杏仁核，因此氣味可能喚起情緒，  而且透過氣味所引起的回憶，經常比視覺或聽覺所引起的回憶，更加情緒傾向。 研究發現，大多數與氣味有關的記憶來自嬰兒及幼兒時期的最初十年，而語言和視覺所產生的記憶通常在10至30歲之間產生。相對於語言和視覺的記憶，透過氣味所誘發的記憶的頻率比較少。
氣味會轉化成為人們對於狀態的體驗，留存在大腦，當日後遇到氣味時，會產生對行為方向性影響。氣味會影響對人們、地點、食物或產品產出喜好或嫌惡的感覺。不佳的氣味經常會擾亂人們的注意力，引起症狀反應，從而降低生產力，並增加對環境的厭惡的感覺。某些動物可以通過體味的變化以傳達情緒狀態，人體的氣味變化也是情緒狀態的指標之一。
人體氣味對於人際關係及行為有影響，例如嬰兒對於父母的依戀能產生安全感，對兒童時期的人際關係和情感發展有所關聯。  成人在擇偶過程中，體味會影響配偶的選定。人們也會使用香水以提高自我外貌吸引力和性誘發。研究發現，人們會選擇與自我體味產生相互作用的香水。
體味是免疫健康的信號，人們會利用與免疫系統相關的氣味線索來選擇配偶。女性會選擇具有主要組織相容性複合體 (major histocompatibility complex; MHC) 基因型差異和體味不同的男性，特別是在排卵期間會做此選擇。因為不同的等位基因組合可以保護後代於遺傳性疾病，並減少隱性突變。從生物學上講，女性選擇有利後代生存的配偶，可增加自身基因遺傳的可能。瑞典研究者使用大腦成像技術觀察，同性戀及異性戀者對異性的識別氣味有所不同。該研究認為在生物學基礎上，人類的費洛蒙對於性取向有相當的作用。
氣味在產品設計營銷上有許多的運用，例如設計師、科學家、藝術家、調香師、建築師和廚師(食物搭配學)會運用香味增添產品的吸引力。也有些場合會將氣味應用在環境中，例如在賭場、旅館、私人俱樂部和新車中。例如紐約 Sloan-Kettering 癌症中心在空氣中散佈香草油，以降低患者對於磁共振成像(MRI)測試的幽閉恐懼症；芝加哥期貨交易所散佈香味以降低交易大廳的噪音分貝。 